# Vessilloide

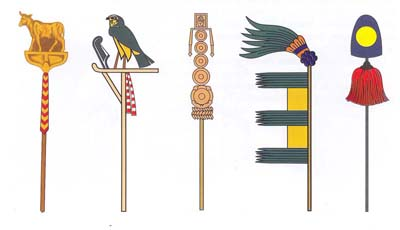
Esempi di vessilloide. Da sinistra verso destra: sumero, egizio, romano, azteco e giapponese.

Vessilloide è il termine che indica ogni oggetto diverso da una bandiera, ma utilizzato da paesi, organizzazioni o individui per espletare le funzioni simboliche e pratiche di una bandiera. Il termine "vessilloide" è un termine tecnico recente della vessillologia, che intende sostituire il termine tradizionale "insegna", vocabolo che ha anche altri significati. Il vessillologo americano Whitney Smith ha coniato il termine nel 1958, definendolo come: "Un oggetto che funziona come una bandiera ma differisce da questo per certi aspetti, di solito nell'aspetto. I vessilloidi sono caratteristici delle società tradizionali e spesso consistono in un bastone con un emblema, come un animale scolpito, nella parte superiore". I primi proto-vessilloidi, precursori di tutti i successivi vessilloidi e bandiere, potevano essere costituiti da semplici pezzi di stoffa imbevuti col sangue di un nemico sconfitto o dal cranio di un animale totemico. 
L'uso delle bandiere sostituì l'uso dei vessilloidi per scopi generali durante il tardo medioevo tra il 1100 e il 1400 circa. Tuttavia, i vessilloidi rimangono ancora in uso per scopi specializzati, come per alcune unità militari o per simboleggiare varie organizzazioni come le confraternite in parate di strada.

## Imperi antichi

Simbolo di Šamaš come raffigurato nei bassorilievi.

Simbolo stilizzato del dio-sole Šamaš, spesso rappresentato su pali come stendardo dal periodo accadico fino a quello neobabilonese.

Il vessilloide di Ciro il Grande, imperatore dell'impero achemenide

L'Impero achemenide usava un falco stilizzato sul suo vessilloide.

Il Sole di Verghina era esposto sul vessilloide dell'impero macedone di Alessandro Magno.

Il vessilloide dell'impero macedone di Alessandro Magno mostrava probabilmente il Sole di Verghina.

Illustrazione della Ashoka Chakra, come raffigurata sulla bandiera nazionale della Repubblica dell'India

 Il vessilloide dell'Impero Maurya era probabilmente la Ashoka Chakra (ruota di Aśoka) che ora compare nella bandiera dell'India.

il probabile vessilloide Cartaginese

Il vessilloide dell'antica Cartagine consisteva molto probabilmente in una lancia con un disco e una mezzaluna (che puntano verso l'alto), che simboleggiavano il dio Baal (sole = disco) e la dea Tanit (luna = mezzaluna).

Ricostruzione del vessilloide Partico

Il vessilloide dell'Impero partico consisteva molto probabilmente nel sole di Mitra piazzato al di sopra di un palo, come riporta Tertulliano.

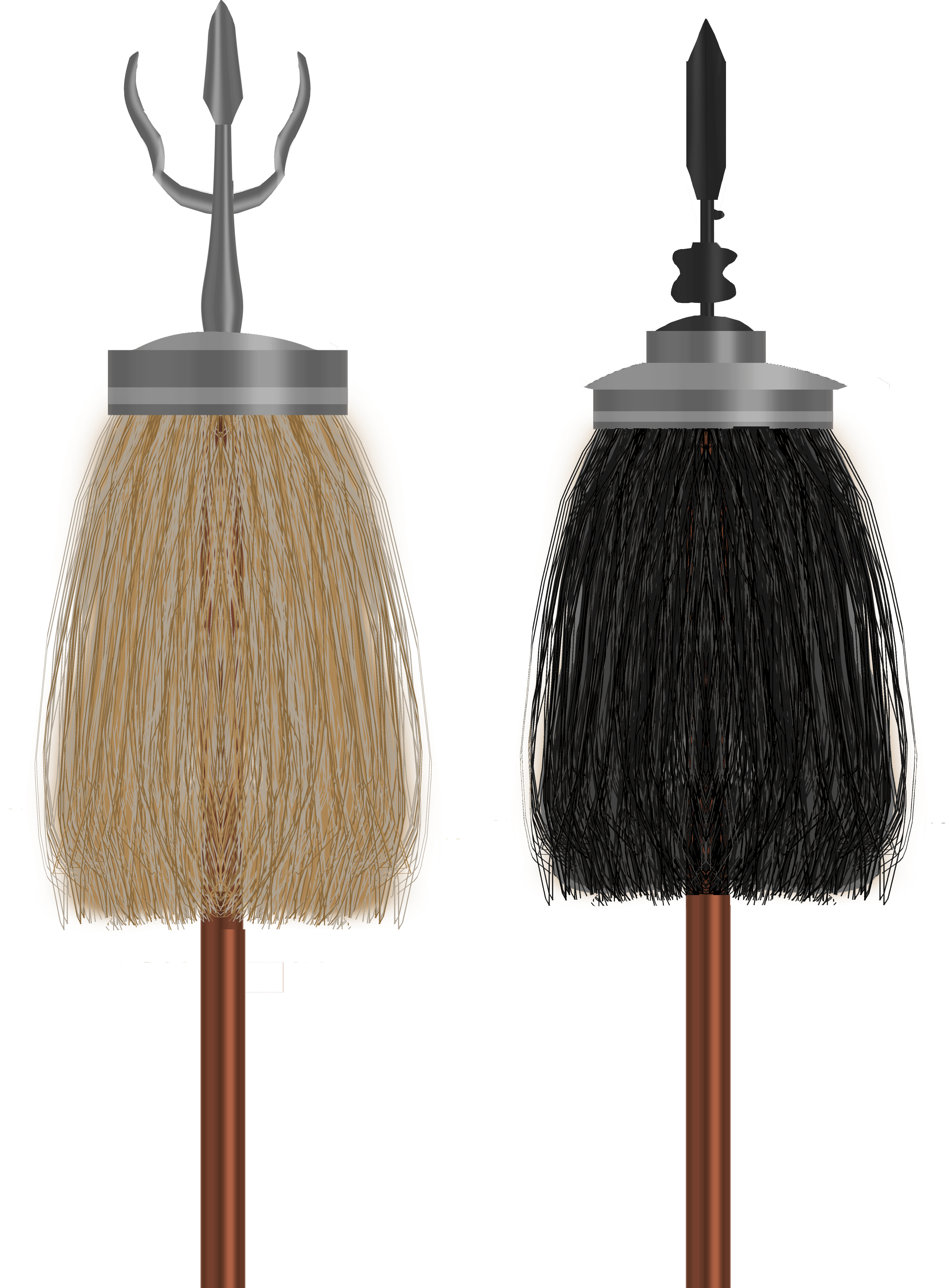
Le due varianti del Tugh di Gengis Khan

L'Impero mongolo usava dei vessilloidi chiamati Tugh, composti da crine di cavallo il cui colore cambiava a seconda della situazione in cui venivano usati: Bianche (pace); Nere (guerra)